# Ubaid
Ubaid je kultura iz južne Mezopotamije koja se javila u periodu od cca. 5000 (ili 5500.) do 4000. pr. Kr., u području sadašnjeg Iraka, između rijeka Tigris i Eufrat, a postupno ju je zamijenila kultura Halaf. Ova kultura starija je od sumerske a kroz svoje faze razvoja nastali su gradovi Adab, Eridu, Kiš, Kulab, Lagaš, Larsa, Nipur, i Ur. Oko 3250. pr. Kr. na ubajidsko područje prodiru Semiti iz Arapske i Sirijske pustinje i nastanjuju se na njemu. 
Nosioci kulture Ubaid bili su farmeri i ribari, a najpoznatiji po lončarstvu. Tipična lončarija uključuje zdjele i figurice od terakote, koje prvi iskopava Sir Leonard Woolley 1923 i 1924. godine. U svojim brodovima narod kulture Ubaid ribario je Tigrisom, Eufratom i Perzijskim zaljevom. Polja su natapali a žetva se vršila srpovima od kremena, kasnije evoluira u keramički koji je mnogo krhkiji, ali jeftiniji. Ribarilo se iz brodova po Eufratu, Tigrisu i Perzijskom zaljevu. Ostali tragovi ubajidske kulture su velika svetišta posvećena bogu Ninhursagu.

## Vanjske poveznice
- PreHistoric Ubaid Culture (5500-4000 BC)